# Teorema de Turán
En teoría de grafos, El teorema de Turán es un resultado sobre en número de aristas en un grafo libre de {\displaystyle K_{r+1}}-clanes.
Un grafo con {\displaystyle n} vértices que no contiene ningún {\displaystyle (r+1)}-clan puede ser formado de una partición del conjunto de vértices en {\displaystyle r} partes de igual tamaño (o cuyo tamaño difiere en a lo más en un vértice), y conectando cualesquiera dos vértices pertenecientes a partes distintas. El grafo resultante es el grafo de Turán {\displaystyle T(n,r)}. El teorema de Turán establece que el grafo de Turán es aquel con el mayor número de aristas posible entre todos los grafos con {\displaystyle n} vértices que son libres de {\displaystyle K_{r+1}}-clanes.
Los grafos de Turán fueron descubiertos y estudiados por el matemático húngaro Pál Turán en 1941; sin embargo, un caso especial de dicho teorema fue demostrado anteriormente por Mantel en 1907. 

## Enunciado del Teorema
Teorema de Turán. Sea {\displaystyle G} un grafo en {\displaystyle n} vértices, tal que {\displaystyle G} es {\displaystyle K_{r+1}}-libre. Entonces, el número de aristas en G es a lo sumo
{\displaystyle {\frac {r-1}{r}}\cdot {\frac {n^{2}}{2}}=\left(1-{\frac {1}{r}}\right)\cdot {\frac {n^{2}}{2}}.}
Una formulación equivalente es la siguiente:
Teorema de Turán (segunda formulación) De entre todos los grafos simples que son libres de {\displaystyle (r+1)}-clanes, {\displaystyle T(n,r)} tiene el máximo número de aristas posible.

## Prueba
Sea {\displaystyle G} un grafo simple en {\displaystyle n} vértices que no contiene  {\displaystyle (r+1)}-clanes y que contiene el máximo número de aristas posibles. 
Idea general Demostramos que un grafo en n vértices libre de {\displaystyle (r+1)}-clanes y con máximo número de ejes posibles tiene que ser un grafo de Turán.  Por ejemplo, cuando {\displaystyle n=23}, para formar un grafo libre de triángulos, o 3-cliques, que maximiza el número de aristas, comenzamos por subdividir el conjunto de vértices en dos grupos {\displaystyle A} y {\displaystyle B}  , donde {\displaystyle |A|=12}  y {\displaystyle |B|=11}.  Colocamos una arista entre cualquier par vértices tales que uno está en {\displaystyle A} y el otro está en {\displaystyle B}  pero no si ambos están en {\displaystyle A} o en {\displaystyle B}.  Por lo tanto, el número total de aristas es  
{\displaystyle 11\cdot 12=132\leq {\frac {23^{2}}{2}}\left(1-{\frac {1}{2}}\right)=132.25}
Observación 1: {\displaystyle G} es un grafo completo {\displaystyle k}-bipartita, para algún {\displaystyle k<r+1}
Definimos la siguiente relación entre los vértices de {\displaystyle G}: 
{\displaystyle x\sim y} sí y sólo si {\displaystyle x} no está conectado a {\displaystyle y}
Para demostrar esta observación, es suficiente demostrar que {\displaystyle \sim } es una relación de equivalencia, ya que esto implicaría que está relación particiona los vértices de {\displaystyle G} en {\displaystyle k} clases de equivalencia {\displaystyle S_{1},\ldots ,S_{k}} tales que ningún par de vértices dentro de la misma clase están conectados, y cualesquiera dos vértices en clases diferentes están conectados. Más aún, el subgrafo que se obtendría de escoger un vértice de cada clase de equivalencia formaría un {\displaystyle k}-clan, implicando que {\displaystyle k<r+1}. La relación es reflexiva, ya que {\displaystyle G} es una gráfica simple y ningún vértice está conectado consigo mismo. Además, es claramente simétrica, por lo que sólo queda por demostrar la propiedad de transitividad.
Con el fin de llegar a una contradicción, supongamos que dicha relación no es transitiva. Entonces, hay tres vértices {\displaystyle u,v,w} en la gráfica tales que {\displaystyle u\sim v} y {\displaystyle v\sim w}, pero {\displaystyle u\not \sim w}.  Si denotamos {\displaystyle d(x)} por el grado de un vértice {\displaystyle x}, nos encontramos en uno de los siguientes casos:
Caso 1: {\displaystyle d(v)<d(u){\text{ o }}d(v)<d(w)}
Sin pérdida de generalidad, {\displaystyle d(v)<d(u)}. Removemos al vértice {\displaystyle v} y creamos una copia del vértice {\displaystyle u} (que tenga los mismos vértices adyacentes que {\displaystyle u}), al que llamaremos {\displaystyle u'}. Llamemos a esta nueva gráfica {\displaystyle G'}. Ya que {\displaystyle u\not \sim u'}, la mayor clique en {\displaystyle G'} no puede tener más vértices que la mayor clique en {\displaystyle G}.  Sin embargo, {\displaystyle G'} contiene más ejes ya que:
{\displaystyle |E(G')|=|E(G)|-d(v)+d(u)>|E(G)|.}
lo cual contradice la maximalidad del número de aristas en {\displaystyle G} como grafo {\displaystyle K_{r+1}}-libre.
Caso 2: {\displaystyle d(v)\geq d(u)} y {\displaystyle d(v)\geq d(w)}
En este caso, removemos los vértices {\displaystyle u}  y {\displaystyle w} y creamos dos copias del vértice {\displaystyle v}. Como en el caso 1, tenemos una contradicción, pues el grafo {\displaystyle G'} que se obtiene de este proceso no puede contener {\displaystyle (r+1)}-clanes, pero tiene más aristas: 
{\displaystyle |E(G')|=|E(G)|-(d(u)+d(w)-1)+2d(v)\geq |E(G)|+1.}
Ya que en cualquiera de los dos casos arriba, {\displaystyle G'} contiene más aristas que {\displaystyle G}, obtenemos una contradicción, por lo que {\displaystyle \sim } es transitiva, y concluimos que es una relación de equivalencia.
Observación 2:  El número de aristas en una gráfica {\displaystyle k}-partita completa es maximizado cuando cualesquiera dos de las partes en que el conjunto de vértices queda subdividido difieren en tamaño en a lo más 1.
Si {\displaystyle G} fuera una gráfica completa {\displaystyle k}-partita, con partes {\displaystyle A} y {\displaystyle B} tales que {\displaystyle |A|>|B|+1}, entonces podemos aumentar el número de aristas en {\displaystyle G} trasladando un vértice de la parte {\displaystyle A} a la parte {\displaystyle B}, y actualizando sus vértices vecinos. Al hacer esto, el grafo pierde {\displaystyle |B|} aristas, pero obtiene {\displaystyle |A|-1}. Entonces, en total el número de aristas aumentó ya que {\displaystyle |A|-1-|B|\geq 1}. Con esto demostramos la segunda observación.
Observación 3: {\displaystyle G} tiene que ser un grafo de Turán.  
Gracias a las Observaciones 1 y 2, la única posibilidad restante de que dicho grafo {\displaystyle G} maximal no sea un grafo de Turán es que tenga menos de {\displaystyle r} partes. Sin embargo, en dicho caso podemos también tratar a {\displaystyle G} como un grafo {\displaystyle r}-partita con algunas de sus partes vacías, i.e. conteniendo 0 vértices, y aplicar el mismo razonamiento de la Observación 2.

## Teorema de Mantel
Este teorema es un caso especial del Teorema de Turán , cuando r = 2. Explícitamente, este es su enunciado:
Teorema de Mantel. El número máximo de aristas en un grafo libre de triángulos es {\displaystyle \lfloor n^{2}/4\rfloor .} (Mantel, 1907)
En otras palabras, para obtener un grafo libre de triángulos a partir del grafo completo {\displaystyle K_{n}}, se deben de eliminar esencialmente la mitad de las aristas. 
Una versión más fuerte del Teorema de Mantel establece que cualquier grafo Hamiltoniano con al menos {\displaystyle n^{2}/4} aristas tiene que ser el grafo completo bipartita {\displaystyle K_{n/2,n/2}}, o de lo contrario es pancíclico; no solo contiene un triángulo, sino que además contiene ciclos de todas las posibles longitudes {\displaystyle 1,2,\cdots ,V(G)}  (Bondy 1971).
Otra versión fuerte del teorema de Mantel establece que para cualquier grafo en {\displaystyle n} vértices, este puede ser cubierto por una colección de a lo sumo {\displaystyle \lfloor n^{2}/4\rfloor } clanes de tamaño 2 o 3. Un corolario de este resultado es que el número de intersecciones es a lo sumo {\displaystyle \lfloor n^{2}/4\rfloor } (Erdős, Goodman y Pósa, 1966).